# Julián Cámara Hernández
Julián A. Cámara Hernández (1932-2016) fue un ingeniero agrónomo, acuarelista, y botánico argentino.
Se desempeñó como Profesor Titular Consulto Exclusivo de la cátedra de Botánica Agrícola, en el Departamento de Ecología, de la Facultad de Agronomía (Universidad de Buenos Aires), desde 1998 al 2016. . Profesor de Botánica y Botánica Sistemática en la Escuela de Guardaparques Nacionales en la Isla Victoria, Parque Nacional Nahuel Huapi año 1979.Administración de Parques Nacionales. Argentina. 

## Algunas publicaciones
- Lia, v.v., v.a. Confalonieri, n. Ratto, j.a. Cámara Hernández, a.m. Miante Alzogaray, l. Poggio; t.a. Brown. 2007. Microsatellite typing of ancient maize: insights into the history of agriculture in southern South America. Proc. Biol. Sci. 22;274 (1609):545-54
- Rosato, m., a.m. Chiavarino, c.a. Naranjo, j.a. Cámara, l. Poggio. 1998. Genome size and numerical polymorphism for the B chromosome in races of maize (Zea mays ssp. mays, Poaceae). Amer. J. Bot. 85:168-174.
- Cámara, j.a., s. Gambino. 1993. The synflorescence of Tripsacum dactyloides (Poaceae), Beitr. Biol. der Pflanzen 67:295-303

## Colaboración en capítulos
- Cabrera, a.l., j.a. Cámara, j.a. Caro, g. Covas, h. Fabris, j. Hunziker, e. Nicora, z. Rúgolo, e. Sánchez, m. Torres. 1970. «Gramineae, parte general.» Flora de la Provincia de Buenos Aires: Gramíneas Colección Científica del INTA. Tomo IV, parte II, 1-18
- 1994. Flora fanerogámica Argentina. Fasc. 24. 214. Thymelaeaceae. Ed. PROFLORA CONICET

### Libros
- 2004. Naturaleza, ciencia y arte: Jardín Botánico Lucien Hauman, Facultad de Agronomía, UBA. Ed. EUDEBA. 70 pp. ISBN 950-23-1332-1

- 1980. Algunos árboles cultivados en las calles de la ciudad de Buenos Aires. Ed. Municipalidad de la Ciudad de Buenos Aires. 59 pp.

- julián Cámara-Hernández, paul christoph Mangelsdorf, lewis m. Roberts, john sinclair Rogers. 1982. Perennial corn and annual teosinte phenotypes in Crosses of Zea Diploperennis and maiz: y Julían Cámara-Hernández, Paul C. Mangelsdorf. The probable origin of annual teosintes. Ed. Bussey Institution. 68 pp.

- paul c. Mangelsdorf, herbert w. Dick, julián cámara-Hernández. 1967. Bat cave revisited. Volúmenes 21-22 de Botanical museum leaflets. Ed. Harvard University. 31 pp.

- La abreviatura «J.A.Cámara» se emplea para indicar a Julián Cámara Hernández como autoridad en la descripción y clasificación científica de los vegetales.[2]